# Фактор обмеження (Сімак)
«Фактор обмеження» (англ. Limiting Factor) — науково-фантастичне оповідання Кліффорда Сімака, вперше опубліковане журналом «Startling Stories» в листопаді 1949 року.

## Сюжет
Космічні розвідники знайшли зоряну систему в якій чотири планети мали сліди цивілізації. Дві зовнішні планети були повністю випотрошені, позбавлені корисних копалин. Наступна четверта від зорі планета мала єдине чарівне місто з кришталю і пластику. На планеті не було культурного шару, отже вона не була рідним домом цивілізації. Наступна, третя від зорі планета була повністю вкрита сяючою металічною оболонкою. Розвідники знайшли щільно припасований люк і їм довелося підірвати його, щоб проникнути всередину.
Під оболонкою вниз простягнулись нескінченні рівні заповнені одноманітною технікою.
Розвідники знайшли кімнату та безліч герметичних ящиків, в одному з яких щось бряцало.
Люди почали висувати припущення що до призначення кімнати: пульт керування, кімната для ремонтників чи картотека бібліотеки.
Герметичність ящиків пробували пояснити доступом до їх вмісту через четвертий вимір.
Вони продовжили свою розвідку і на глибині 20 миль від оболонки досягли поверхні планети. Там були розвалини міста, рівень цивілізації приблизно дорівнював 20-му століттю на Землі.
Стало зрозуміло, що творці машини, задля її розбудови, самі переселились на четверту планету і спустошили корисні копалини ще двох планет.
Навіщо вони так фанатично розбудовували її і що змусило їх покинути систему?
Очевидно, що вони зробили це добровільно, оскільки забрали з собою всі речі та документи.
Один з розвідників припустив, що ящик є сейфом і містить цінну річ, і коли його підірвали, там виявили перфокарту.
Отже планетарна машина виявилась комп'ютером. І його покинули, бо він виявився замалим для вирішення поставленої перед ним задачі.
Обмежуючим фактором виявилась міцність сталі, яка не дозволяла будувати більше 20 миль у висоту.
Задача, напевно, була досить важливою, оскільки змусила покинути рідну систему.